# Vivienne Orland
Vivienne Orland est une écrivaine, poétesse, romancière et une essayiste antimaçonnique française.

## Biographie
Elle obtint le premier prix de poésie de la Jeune Académie. Proche du poète Axieros, elle rédigea en son honneur une allocution après son décès.

## Ouvrages
Allocutions
- Les Miettes du banquet, préface de Maurice Rostand, Avant-propos, par M.-P. Berio, la Renaissance du livre.

Poèmes
- Préludes, Figuière.
- La Cloche maudite, 1929.
- Le Cygne sauvage, éditions de la Jeune académie, 1934.
- Ecce Homo, éditions de la Jeune académie, 1935.

Roman
- La Chaîne invisible

Essais
Avec Albert Vigneau
- La F.: M.: danger social. Français ! Voici les forces occultes qui vous mènent..., Paris, Éditions Baudinière, 1936.
- Sous le triangle, Baudinière, Paris, 1935.
- Franc-maçonnerie rouge, Baudinière, Paris, 1937.
- F. M. et Front populaire, Baudinière, Paris, 1937. Texte en ligne